# Xã Bridgewater, Quận Rice, Minnesota
Xã Bridgewater (tiếng Anh: Bridgewater Township) là một xã thuộc quận Rice, tiểu bang Minnesota, Hoa Kỳ. Năm 2010, dân số của xã này là 1.772 người.